# Nacarina valida
Nacarina valida är en insektsart som först beskrevs av Erichson in Schomburgk 1848.  Nacarina valida ingår i släktet Nacarina och familjen guldögonsländor. Inga underarter finns listade i Catalogue of Life.